# پلیس آهنی (فیلم ۲۰۱۴)
پلیس آهنی (به انگلیسی: RoboCop) یک فیلم سینمایی آمریکایی سه‌بعدی در سبک سایبرپانک و فیلم علمی–تخیلی به کارگردانی ژوزه پادیلا است که در ۷ فوریه ۲۰۱۴ اکران سینمایی شد. این فیلم بازسازی پلیس آهنی (۱۹۸۷) و بازراه‌اندازی مجموعه فیلم‌های پلیس آهنی می‌باشد.
اسکرین جمز اولین بار خبر ساخت مجدد این فیلم را در سال ۲۰۰۵ اعلام کرد، اما روند تولید فیلم یک سال به وقفه افتاد. ابتدا قرار بود دارن آرونوفسکی و بعداً دیوید سلف نویسندگی و کارگردانی این فیلم را بر عهده بگیرد و فیلم در سال ۲۰۱۰ منتشر شود. اما در تولید فیلم، چندین بار وقفه ایجاد شد و نهایتاً در سال ۲۰۱۱، پادیلا برای کارگردانی این فیلم استخدام شد. ام‌جی‌ام تاریخ انتشار فیلم را اوت ۲۰۱۳ اعلام کرد، اما بعداً آن را به فوریه ۲۰۱۳ تغییر داد. فیلمبرداری این فیلم در سپتامبر ۲۰۱۲ آغاز شد و تورنتو، ونکوور، همیلتون و دیترویت لوکیشن‌های این فیلم بودند.

## داستان
در سال ۲۰۲۸، شرکت چندملیتی «اُمنی‌کورپ» قطب اصلی فناوری ربات در دنیاست. ظاهرا اولین برنامه آن ها امن کردن خاورمیانه است؛ بنابراین اولین سکانس این فیلم هم از تهران شروع می شود. ربات‌های جنگی آن‌ها در حال پیروزی در تمامی نبردها هستند. حال آن‌ها قصد دارند از فناوری خود، در داخل آمریکا استفاده کنند. الکس مورفی، یک همسر و پدر فداکار و یک پلیس صادق است. بعد از آن که او در یک حادثه به شدت مجروح می‌شود، امنی‌کورپ تصمیم می‌گیرد تا به شیوه‌ای رباتیک زندگی او را حفظ کند. مورفی به یک ربات تبدیل می‌شود و به خیابان‌ها بازمی‌گردد تا با جرم و جنایت مبارزه کند.

## بازیگران
- یوئل کینامان در نقش الکس جیمز مورفی: افسر پلیسی که در یک درگیری زخمی می‌شود و برای ادامه زندگی به پلیس آهنی تبدیل می‌شود
- گری اولدمن در نقش دکتر دنت نورتون: خالق و طراح پلیس آهنی
- ایمی گارسیا در نقش کیم: دانشمندی که همکار دکتر نورتون است
- مایکل کیتون در نقش ریموند سلارز
- ساموئل ال. جکسون در نقش پت نواک
- ابی کورنیش در نقش کلارا مورفی: همسر الکس مورفی
- جی باروشل در نقش پاپ
- جان پل راتن در نقش دیوید مورفی: پسر الکس مورفی
- جکی ارل هیلی در نقش مداکس: یک ارتشی مسئول آماده‌سازی پلیس آهنی
- میگوئل فرر در نقش والون
- جنیفر ایلی در نقش لیز کلاین
- تاتیانا جونز در نقش دستیار شهردار
- مرجان نشاط در نقش سایه

## تولید

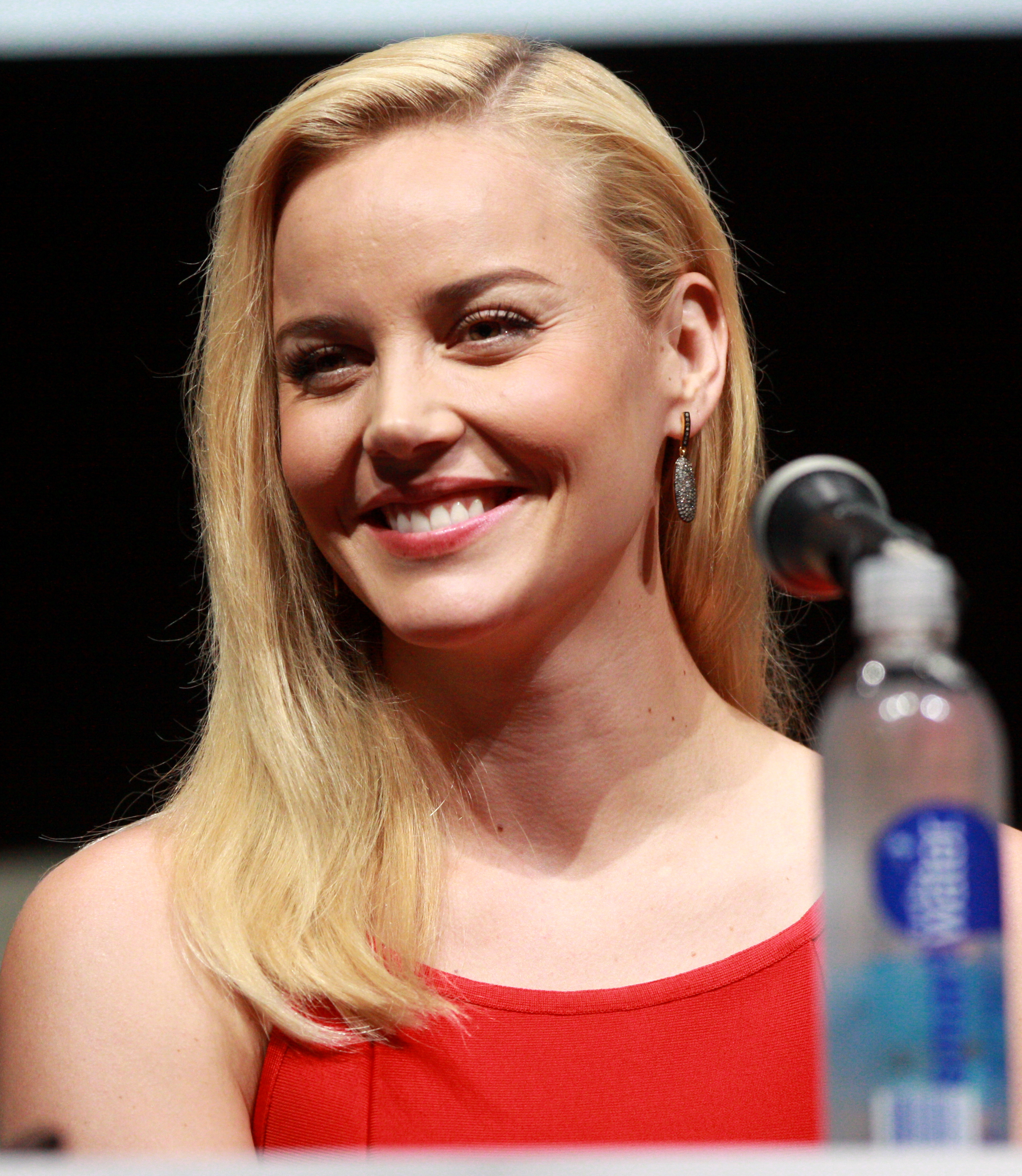
ابی کورنیش بازیگر فیلم

### شکل‌گیری
سونی پیکچرز برای اولین بار در سال ۲۰۰۵ اعلام کرد که قصد بازسازی پلیس آهنی را دارد و جزئیات دقیق‌تری ارائه نداد. در نوامبر ۲۰۰۶، وبسایت بلادی دیسگاستینگ گزارش داد که پروژه ساخت این فیلم عقب افتاده‌است.
در مارس ۲۰۰۸، در کنفرانس خبری مترو گلدوین مایر نام فیلم پلیس آهنی در بین مجموعه‌هایی آمد که در آینده قرار است بازسازی شوند. در پوستری که در ژوئن ۲۰۰۸ توسط همین شرکت منتشر شد، عبارت «پلیس آهنی در سال ۲۰۱۰ می‌آید» نوشته شده‌بود. استودیو مذاکرات خود را با دارن آرونوفسکی برای کارگردانی این فیلم آغاز کرد. در کامیک-کان سن دیگو ۲۰۰۸، آرونوفسکی به عنوان کارگردان و دیوید سلف به عنوان نویسنده معرفی شدند و تاریخ اکران فیلم سال ۲۰۱۰ اعلام گردید. بعداً، تاریخ انتشار تا سال ۲۰۱۱ به تعویق افتاد.
در کامیک-کان سن دیگو ۲۰۰۹، نمایندگان ام‌جی‌ام، اعلام کردند که تاریخ اکران فیلم، به دلیل تداخل برنامه‌ای کارگردان، تابستان ۲۰۱۰ یا عقب‌تر خواهد بود. آن‌ها حضور آرونوفسکی در پروژه را تأیید یا رد نکردند.
در ۵ ژانویه ۲۰۱۰، گزارش شد که تاریخ اکران باز هم به تعویق می‌افتد اما آرونوفسکی قطعاً کارگردان این فیلم خواهد بود. بعد آن‌که مدیران استودیو، موفقیت فیلم آواتار را دیدند، تقاضا کردند که فیلم به صورت سه‌بعدی ساخته شود. اما به علت مشکلات مالی و اختلافات بین استودیو و آرونوفسکی، پروژه باز هم به عقب افتاد.
در ۲ مارس ۲۰۱۱، اعلام شد که ژوزه پادیلا به جای آرونوفسکی کارگردانی فیلم را برعهده خواهد گرفت و عمده دلیل این انتخاب، موفقیت تجاری فیلم‌های یگان ویژه و یگان ویژه: دشمن در حصار بوده‌است.